# Leonardus van der Voort
Pour les articles homonymes, voir van der Voort.
Leonardus van der Voort, né le 5 février 1762 à Boxtel et mort dans cette ville le 8 octobre 1809, est un homme politique néerlandais.

## Biographie
Après ses études à l'université de Leyde, Van der Voort s'installe comme médecin à Boxtel, en décembre 1787.
Il devient député de Boxtel à la première assemblée nationale de la République batave de 1796 à 1797. Il intègre la municipalité de la ville en 1803 et en devient le maire en 1806.